# Augusta Wrangel
Augusta Aurora Wrangel af Salmis, född 5 juni 1658, död 27 januari 1699, var en svensk godsägare och kompositör.

## Biografi
Augusta Wrangel föddes 5 juni 1658. Hon var dotter till Carl Gustaf Wrangel och Anna Margareta von Haugwitz. 
Hon var en av de medverkande i den berömda amatörteatern som uppfördes vid hovet vintern 1683-1684.
Hon var ägare av Ekebyhovs slott.
Wrangel var verksam som kompositör.
Wrangel avled 27 januari 1699.